# Homme de Marree

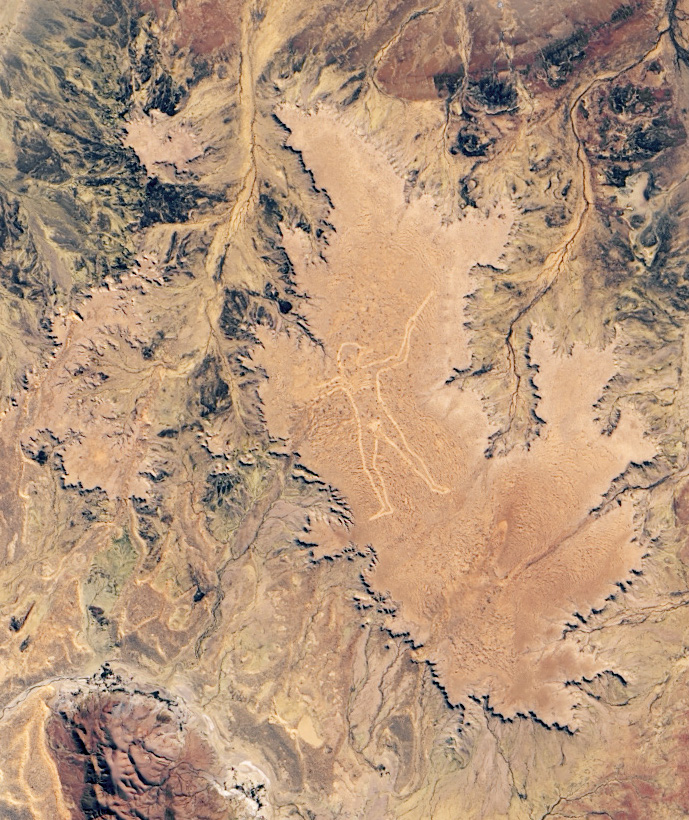
Lhomme de Marree, photographié du ciel le 28 juin 1998.

L'homme de Marree, ou géant de Stuart, est un géoglyphe contemporain découvert le 26 juin 1998. Il semble décrire un homme aborigène d'Australie, probablement un membre du peuple Pitjantjatjara, chassant les oiseaux ou les wallabys à l'aide d'un bâton à lancer. Il est situé sur un plateau à Finnis Springs, 60 km à l'ouest de la ville de Marree, dans le centre de l'Australie-Méridionale, juste à l'écart de la zone interdite de Woomera. Le dessin est long de 4,2 km et sa circonférence atteint 15,3 km. Il s'agit du plus grand géoglyphe connu dans le monde, mais ses origines restent mystérieuses, aucun témoin n'ayant assisté à sa réalisation.

## Œuvre

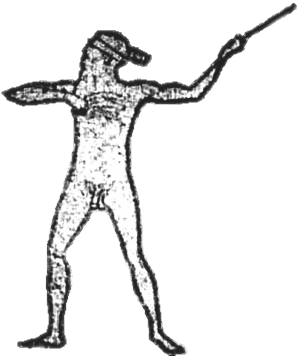
Contour du géoglyphe.

L'homme de Marree représente un homme nu tenant en main un bâton à lancer (appelé woomera).
Au moment de sa découverte, les lignes qui composent l'œuvre sont profondes de 20 à 30 cm et peuvent atteindre 35 m de large. Le dessin s'érode graduellement ; le climat du lieu étant extrêmement sec, il est toujours visible.

## Découverte

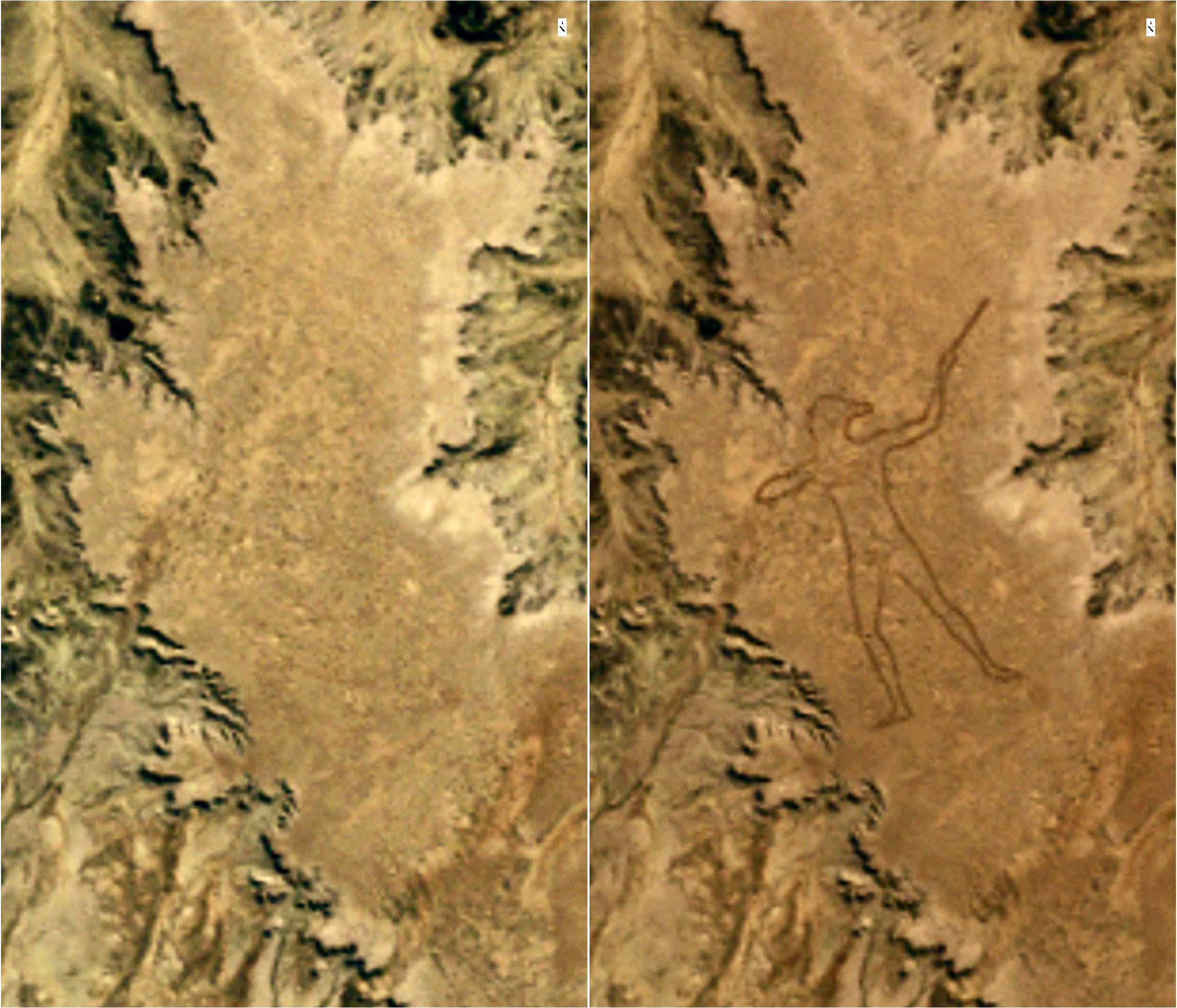
Photographies aériennes du site avant et après la réalisation du géoglyphe, le 27 mai 1998 (à gauche) et le 12 juin 1998 (à droite).

Le géoglyphe est découvert le 26 juin 1998, depuis les airs, par Trec Smith, un pilote effectuant un vol entre Marree et Coober Pedy, au nord de l'Australie-Méridionale.
Les concepteurs de l'œuvre ne sont pas connus. Au moment de sa découverte, la réponse du public australien est généralement positive, mais le site est fermé peu après à la suite d'une plainte de membres de la tribu Dieri, dont les terres sont situées à l'est de Marree, pour nuisance et exploitation du temps du rêve. La ministre de l'Environnement Dorothy Kotz la qualifie de vandalisme environnemental et le directeur des affaires aborigène d'Australie-Méridionale de graffiti. Le gouvernement de l'État interdit l'accès au site, mais les survols sont toujours autorisés, car dépendants de la juridiction du gouvernement fédéral.
En août 2016, son tracé s'estompant, il a été renforcé à l'aide pendant cinq jours avec une niveleuse. Près de 250 tuteurs en bambou ont alors été retrouvés, ce qui suggère que les créateurs du géoglyphe se seraient servis d'un théodolite plutôt que de coordonnées GPS. 